# Шкільна Рада при УККА
Шкільна Рада при УККА (англ. Ukrainian Educational Council — UCCA) — є центральним органом шкіл українознавства в США. Вона дає поради, перевіряє та видає підручники та інформацію для шкіл, що є під її контролем. В 2001-2002 навчальному році було 35 шкіл з 400 учителями та 2,600 учнями. У 2011 році — 40 шкіл з 2500 учнями (дані 35-ї вчительської конференції шкіл українознавства в Америці).
Шкільна Рада була створена в 1953 році під час Шкільної Конференції, на якій делегати з 22 шкіл вирішили створити центральний орган, який мав б давати директиви та вказівки для приватної української шкільної системи. Метою українських шкіл стало «збереження американськими українцями української мови та української культури. Так вони стануть повноцінними громадянами своєї нової батьківщини — США».
Найбільше українських шкіл було в 1960-их роках — 76 шкіл, в яких навчали 400 учителів. Першим головою Шкільної Ради був Едвард Жарський (1953–1954 рр.). Його наступником був Володимир Калина (1954–1961 рр.). Знову Е. Жарський (1961–1977 рр.), пізніше Роман Дражньовський (1977–1983 рр.), Євген Федоренко (1983-2016 рр.), Юрій Гаєцький (2016-2019 рр.), а від 2019 р. й дотепер — Володимир Боднар.
Мережа шкіл українознавства простягається від Бостона в штаті Массачусетс до міста Кент у штаті Вашингтон. Більшість шкіл мають програми від садочка до 11-ого класу, одначе 5 шкіл мають повні програми аж до 12-ого класу. Предмети навчання включають українську мову та літературу, історію, географію та культуру. У деяких школах викладають основи релігії (Закон Божий, основи християнської етики), але цей предмет не є обов'язковим.
З 1985 року Шкільна Рада щороку влітку зорганізовує двотижневий семінар для учителів шкіл українознавства, де для учителів читаються лекції з українознавчих предметів. Семінар відбувається на оселі Українського народного союзу "Союзівка".